# Малыгин, Василий Иванович
Васи́лий Ива́нович Малы́гин (8 (21) ноября 1905, деревне Паршино, Новгородская губерния — 25 июля 1976, Москва) — полковник Советской Армии, участник Великой Отечественной войны, Герой Советского Союза (1941).

## Биография
Василий Малыгин родился 8 921) ноября 1905 года в деревне Паршино (ныне — Череповецкий район Вологодской области). После окончания семи классов школы работал в сельском хозяйстве. 
В ноябре 1927 года Малыгин был призван на службу в Рабоче-крестьянскую Красную Армию. В 1928 году он окончил полковую школу, в 1932 году — ускоренные курсы начальствующего состава, в 1933 году — Оренбургскую военную авиационную школу лётнабов, в 1934 году — курсы штурманов при Ейской военно-морской авиационной школе лётчиков. Участвовал в боях советско-финской войны, совершил 18 боевых вылетов.
С июня 1941 года — на фронтах Великой Отечественной войны, был штурманом 40-й дальнебомбардировочной авиадивизии АДД СССР. С 12 по 21 августа 1941 года Малыгин совершил четыре боевых вылета в составе особой группы на бомбардировку столицы Германии города Берлина.
Указом Президиума Верховного Совета СССР от 16 сентября 1941 года за «мужество и героизм, проявленные в боях» майор Василий Малыгин был удостоен высокого звания Героя Советского Союза с вручением ордена Ленина и медали «Золотая Звезда».
После окончания войны Малыгин продолжил службу в Советской Армии. В ноябре 1954 года в звании полковника он был уволен в запас. Проживал в Москве. Скончался 25 июля 1976 года, похоронен в колумбарии Новодевичьего кладбища Москвы.
Был награждён двумя орденами Ленина, двумя орденами Красного Знамени, орденом Красной Звезды и рядом медалей.